# 陳國祥 (臺灣軍事將領)
陳國祥（1950年1月5日—），中華民國海軍陸戰隊二級上將（退役）、本省人，生於臺灣彰化縣大城鄉，籍貫臺灣省彰化縣，畢業於潭墘國小、政戰學校政治系正19期，在軍中被視為是前總統陳水扁愛將，曾任國防部總政戰局長、副局長兼執行官、後備司令部政戰主任、海軍官校政戰主任、海軍陸戰隊政戰主任等職，現役中將任內曾因一句「用選票抵制反軍購立委」而爆紅全國。正式退休後即返鄉務農種田至今。集多項歷史紀錄於一身，與陳邦治及季麟連為中華民國海軍陸戰隊隊史上第三位二級上將、與楊亭雲為國軍政戰官科史上兩位二級上將，也是第一位臺灣省籍的政戰二級上將。